# Echinopsis kladiwaiana
Echinopsis kladiwaiana ist eine Pflanzenart aus der Gattung Echinopsis in der Familie der Kakteengewächse (Cactaceae). Das Artepitheton kladiwaiana ehrt den österreichischen Arzt und Kakteenspezialisten Leo Kladiwa (1920–1987).

## Beschreibung
Echinopsis kladiwaiana bildet häufig Gruppen. Die zylindrischen, frischgrünen Triebe erreichen bei Durchmessern von 6 Zentimetern Wuchshöhen von bis zu 20 Zentimeter. Es sind elf bis 13 gerade Rippen vorhanden, die gekerbt sind. Die auf ihnen befindlichen Areolen sind weiß. Aus ihnen entspringen biegbare, braune Dornen, die an ihrer Basis heller sind. Die ein bis drei abstehenden Mitteldornen sind bis zu 10 Zentimeter lang. Die zwölf bis 14 ausstrahlenden Randdornen weisen eine Länge von bis zu 1,5 Zentimeter auf.
Die schmal trichterförmigen, weißen Blüten öffnen sich in der Nacht und erscheinen in der Nähe des Triebscheitels. Sie sind bis zu 22 Zentimeter lang und erreichen einen Durchmesser von 12 Zentimeter. Die kugelförmigen bis zwiebelförmigen Früchte sind bräunlich rosafarben und erreichen einen Durchmesser von bis zu 3 Zentimetern.

## Verbreitung und Systematik
Echinopsis kladiwaiana ist im bolivianischen Departamento La Paz bei Inquisivi in Höhenlagen um 3000 Meter verbreitet.
Die Erstbeschreibung durch Walter Rausch wurde 1972 veröffentlicht.
Gonzalo Navarro behandelte Echinopsis kladiwaiana 1996 als Synonym von Echinopsis bridgesii.

## Nachweise